# Podocarpus spinulosus
Podocarpus spinulosus — вид хвойних рослин родини подокарпових.

## Поширення, екологія
Країни поширення: Австралія (Новий Південний Уельс, Квінсленд). Це, як правило, чагарник, який рідко росте більш ніж на 2 м у висоту; росте на бідних ґрунтах, отриманих з пісковика і на піщаних старих пляжах і дюнах уздовж узбережжя, а також більш вглиб на плато. Діапазон висот 1–900 м. 

## Використання
Цей чагарниковий вид роду Podocarpus, здається, не був у вирощуванні поза кількох колекціях ботанічних садів. Його здатність добре рости в бідних піщаних субстратах біля моря і його звички слатися робить його корисним стабілізатором дрейфуючих пісків у від тепло-помірного до субтропічного клімату.

## Загрози та охорона
Локалізовані загрози включають в себе видобуток білих пісків в таких місцях, як Мортон-Бей, містобудування по всіх прибережних частинах ареалу та перетворення природних лісів для ведення сільського господарства та інших цілей. Кілька місць зростання цього виду зустрічаються в охоронних районах.